# Ларинов, Влад Юрьевич
Влад Юрьевич Ларинов (21 ноября 1995 года, Республики Калмыкия, Элиста, Россия) — российский футболист, играющий на позиции полузащитника.
Воспитанник ДЮСШ Локомотив Москва. До 2015 года выступал за аксайское «Донэнерго». В 2015—2016 годах играл за СКА Ростов-на-Дону, сыграл 16 матчей, забил один гол, в том числе провёл 4 матча в Кубке России.
Сезон  2017/18 отыграл за московский «Солярис», сыграл 7 игр. Зимой 2018 находился на просмотре в клубе ФНЛ  «Мордовия» Саранск. Провёл три матча на кубке ФНЛ, отдал одну голевую передачу. Клуб планировал подписать контракт, но из за запрета КДК регистрация новых игроков была невозможна. В июле 2018 года перешел в клуб из Суперлиги Узбекистана — «Бухара».